# Fordonsindustrin i Sverige

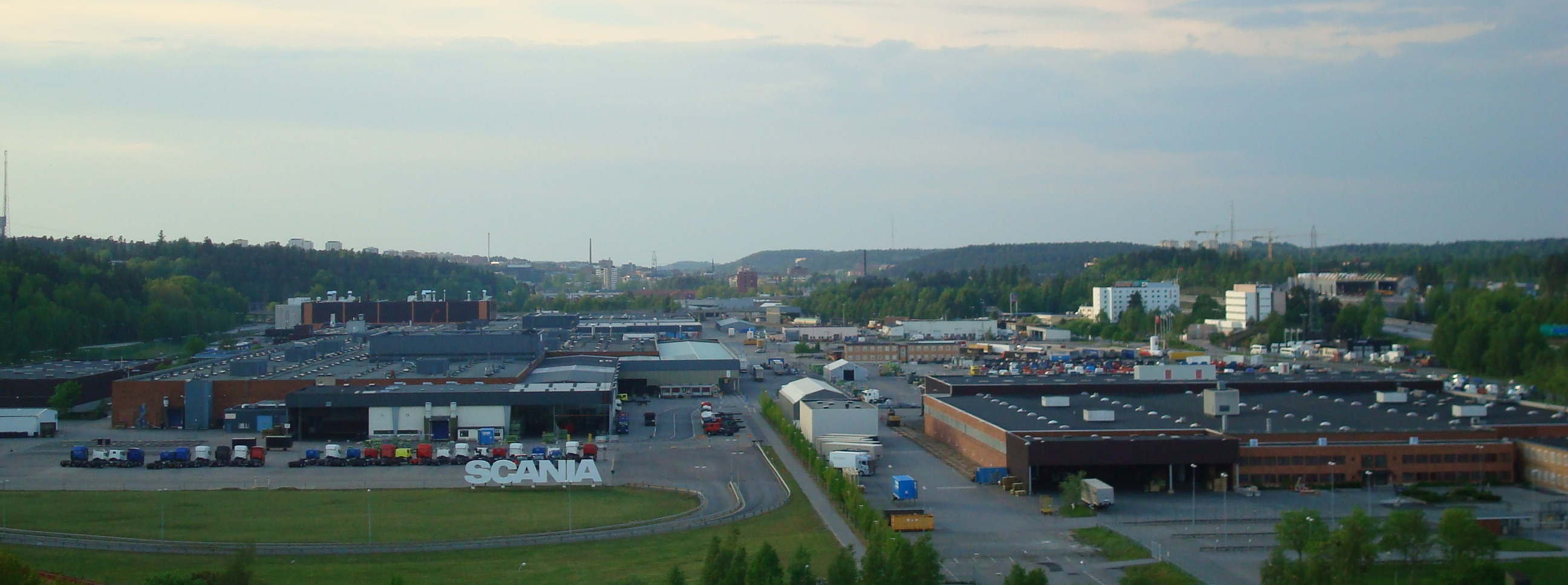
Scanias fabrik i Södertälje.

Den svenska fordonsindustrin är huvudsakligen associerad med biltillverkare som Volvo Personvagnar och Saab Automobile, men i Sverige finns även två av världens största tillverkare av tunga fordon; Volvo (Volvo Lastvagnar och Volvo Bussar) och Scania. Fordonsindustrin i Sverige är starkt beroende av export då 85 procent av personbilar och 95 procent av tunga fordon säljs utanför Sverige. Under 2009 byggdes 128 738 personbilar och 27 698 tunga fordon i Sverige.
Fordonsindustrin och dess underleverantörer är en stor del av den svenska industrin.

## Historia
Den första svenska bilen var en ångbil byggd 1891-1892 av bröderna Jöns och Anders Cederholm. De planerade att använda den för transport mellan sitt hem i Ystad och sitt sommarhus utanför staden. Bilen förstördes i Sveriges första bilolycka, men bröderna Cederholm byggde snart en andra, förbättrad version av sin ångbil och återanvände många delar från den första. Bilen är bevarad på ett museum i Skurup.
År 1898 byggde Gustaf Erikson vid Surahammars Bruk en bil med en förbränningsmotor för Vabis i Södertälje. Erikson förbättrade kontinuerligt sin bil tills Vabis var nöjd och började produktionen av bilar och lastbilar år 1902.
Harald Håkansson byggde Sveriges första elbil på uppdrag av AB Atlas år 1900. Projektet gick aldrig vidare än denna enda prototyp.
Cykeltillverkaren Maskinfabriks-aktiebolaget Scania i Malmö började producera bilar och lastbilar år 1902. Företaget slogs samman med Vabis år 1911 och skapade Scania-Vabis. Det nya företaget koncentrerade sin produktion av bilar och lätta lastbilar till Södertälje medan fabriken i Malmö byggde tunga lastbilar.
År 1903 byggde Tidaholms Bruk en lastbil kallad Tor. Efter en andra Tor-prototyp började företaget produktion i större skala under namnet Tidaholm. Tidaholm byggde ett litet antal bilar, men deras huvudsakliga produkter var tunga lastbilar och bussar.

### 1919 till 1945
Den svenska flygplanstillverkaren AB Thulinverken i Landskrona började bygga bilar år 1920. Bilen var baserad på en design från den tyska tillverkaren AGA. Produktionen var begränsad och när Volvo började sin produktion år 1927 lämnade Thulin bilindustrin efter att cirka 500 bilar hade tillverkats.
År 1921 gick Scania-Vabis i konkurs. Efter rekonstruktionen beslöt företaget att överge personbilstillverkningen och stänga sin fabrik i Malmö för att fokusera på lastbilstillverkning i Södertälje. Situationen förbättrades när Scania-Vabis fick en stor order på bussar från det svenska postverket. De stora och kraftfulla Scania-Vabis-lastbilarna användes också för snöröjning och andra vägarbeten i Sverige.